# حزب الإسلام (بلجيكا)
حزب الإسلام أو الإسلام هو حزب إسلامي بلجيكي. ويهدف إلى إنشاء دولة إسلامية في بلجيكا واستبدال النظام القانوني الحالي والقائم تاريخيًا في بلجيكا (القانون المدني) بالشريعة. يزعم الحزب أنه "ينتظر" بلجيكا لكي "تصبح حتمًا دولة إسلامية".

## التاريخ
مؤسس الحزب هو رضوان أحروش، الذي ساعد في إنشاء واحد من أوائل المساجد الشيعية في بروكسل في أوائل التسعينيات. كان ناشطًا في البداية في حزب نور، والذي حقق نجاحًا محدودًا في الانتخابات البرلمانية لعام 1999 (0.15٪) و 2003 (0.14٪)، قبل أن يواصل عمله السياسي بنجاح أكبر تحت الاسم الجديد "الإسلام".
تأسس الحزب بنية المشاركة في الانتخابات المحلية 2012. تم تقديم القوائم في مدينة بروكسل وأندرلخت ومولينبيك سان جان . في أندرلخت ومولينبيك ، فاز بمقعد واحد بما يزيد قليلاً عن 4٪ من الأصوات. في بروكسل، أخطأ رئيس الحزب عبد الحي بكالي الطاهري بفارق ضئيل في انتخابه بنسبة 2.9٪ من الأصوات. فقد كلا المقعدين في الانتخابات المحلية لعام 2018.
في عام 2014 ، أدار الحزب قوائم في الانتخابات الفيدرالية والإقليمية في بروكسل ولييج. حصلوا على ما مجموعه 13719 صوتا ، أو 0.2 ٪ من الأصوات.
في الانتخابات المحلية لعام 2018 ، حصل الحزب على 1.8٪ من الأصوات في مولينبيك سان جان و 1.6٪ في مدينة بروكسل. في أندرلخت ، تم تجاهل قائمة الحزب ، مما منع رضوان أحروش من الترشح لإعادة انتخابه. ونتيجة لذلك ، لم يعد للحزب أي مستشارين محليين.
وأدان السياسيون البلجيكيون الحزب بسبب بعض أيديولوجيته ، بما في ذلك أوليفييه مينجين وتيو فرانكين وزوهال دمير .

## الأيديولوجيا
يدعي قادة الحزب أنهم "يناضلون من أجل حقوق جميع المسلمين. ووفقًا لريكاردو جوتيريز ، الصحفي المتخصص في المعتقدات الدينية ، فإن هذا الحزب قريب نسبيًا من الشيعة الإيرانيين أو يتماشى معهم".
في الانتخابات البلدية البلجيكية لعام 2012 ، ركز الحزب برنامجه على ثلاثة مطالب محددة في مجال التعليم: توزيع الوجبات الحلال في المقاصف ، والترخيص بارتداء الحجاب في المدارس ومنح أيام عطلة طائفية. بعد ذلك ، تم تمديد المطالب إلى مجالات أخرى ، والدعوة إلى اقتصاد صحي ، وإعادة تقييم العمل (لا سيما من خلال تقليل ساعات العمل) ، وتغيير في تنظيم المدارس (أسبوع لمدة أربعة أيام. ويوم الجمعة. وتمديد التعليم الأساسي الذي سيبدأ قبل عام ويأخذ إجازة لمدة عام في المدرسة الثانوية) وأوروبا اللامركزية من 750 مقاطعة.
كما يدعو الحزب إلى الفصل بين الجنسين في وسائل النقل العام.

## اسم الحزب الإسلامي:
على الرغم من أن اسم الحزب الإسلامي "إسلام" هو اختصار للكلمة الفرنسية "Intégrité - Solidarité - Liberté - Authenticité - Moralité"، والتي تعني "النزاهة، والتضامن، والحرية، والأصالة، والأخلاق"، إلا أن اسم "إسلام" يحمل في طياته معنى الخضوع لله.